# Сјер де Ривјер
Сјер де Ривјер (фр. Cier-de-Rivière) насеље је и општина у јужној Француској у региону Миди Пирене, у департману Горња Гарона која припада префектури Сен Годан.
По подацима из 2011. године у општини је живело 266 становника, а густина насељености је износила 28,73 становника/km². Општина се простире на површини од 9,26 km². Налази се на средњој надморској висини од 490 метара (максималној 719 m, а минималној 412 m).

## Демографија
| 1962. | 1968. | 1975. | 1982. | 1990. | 1999. | 2011. |
| ----- | ----- | ----- | ----- | ----- | ----- | ----- |
| 168   | 227   | 228   | 235   | 249   | 250   | 266   |

График промене броја становника у току последњих година